# Povodí Dyje

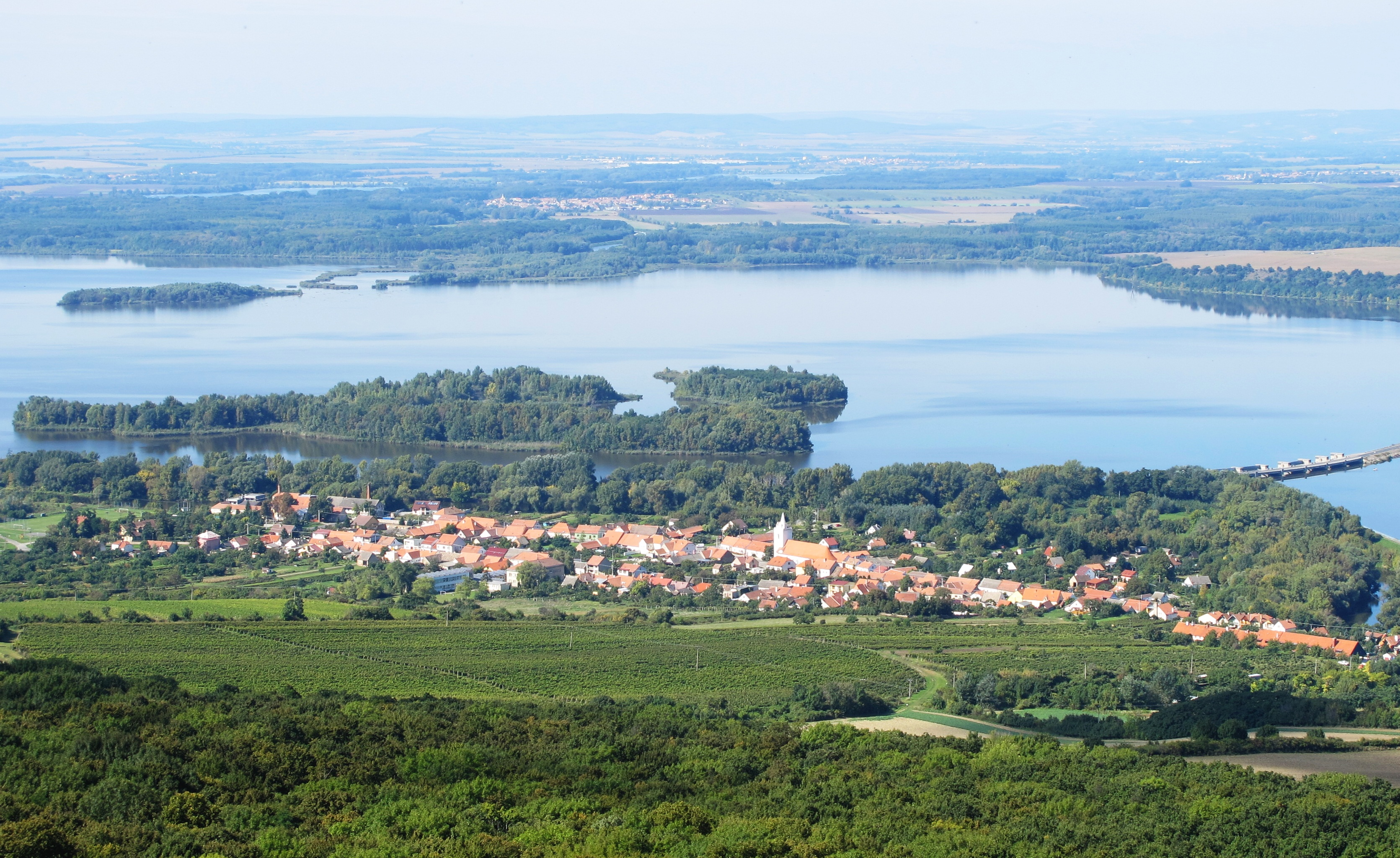
Věstonická nádrž, kde se stékají tři největší řeky na povodí Dyje

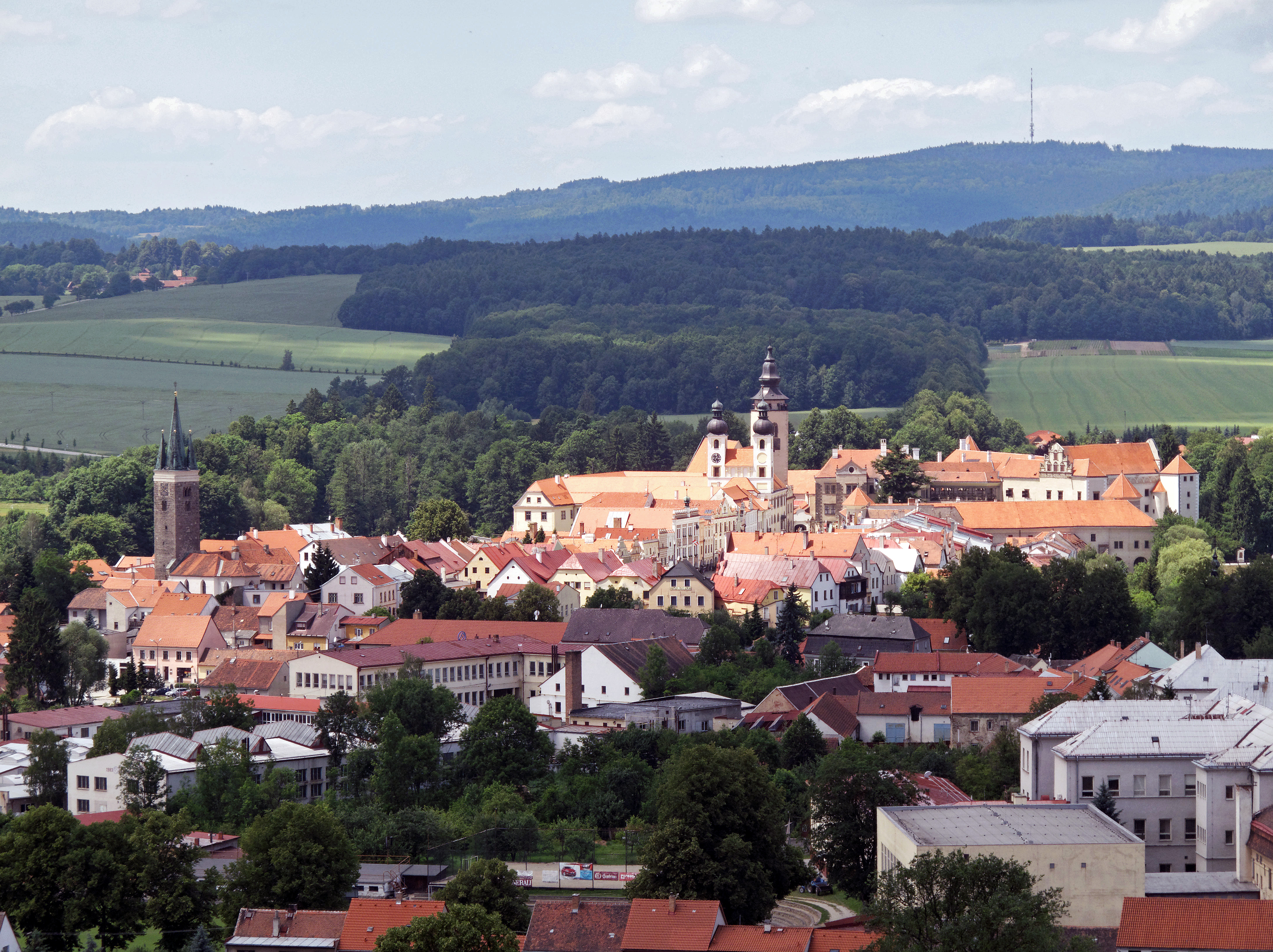
Město Telč na povodí Moravské Dyje, v pozadí Javořice, hraniční a nejvyšší bod povodí

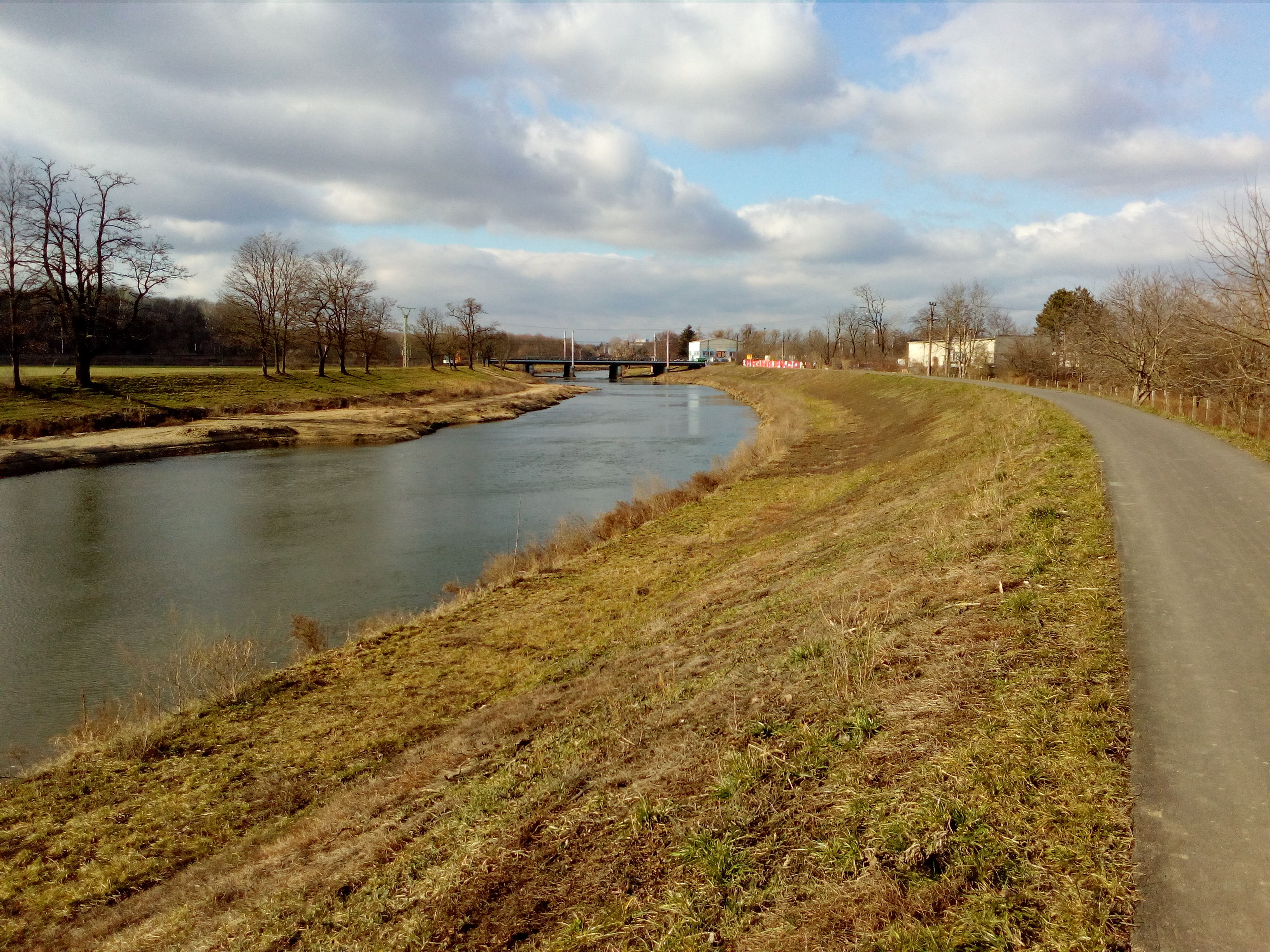
Dyje pod Břeclaví, asi 20 km před ústím do Moravy

Povodí Dyje je středoevropské povodí řeky 3. řádu, součást povodí Moravy. Prostírá se na západní, jihozápadní a středozápadní Moravě, přilehlé části Dolních Rakous a okrajově i Čech, největším městem na povodí je Brno.
Tvoří jej oblast, z níž řeka Dyje sbírá vodu buď přímo, nebo prostřednictvím svých přítoků. Jeho hranici tvoří rozvodí se sousedními povodími. V rámci povodí Moravy jsou to ze severovýchodu a východu povodí menších pravostranných přítoků Moravy (Třebůvka, Romže, Haná, Kotojedka a další), na jihovýchodě pak Moravy přímo, a na jihu opět pravého přítoku (Zaya). Na jihozápadě hraničí s povodími menších levostranných přítoků Dunaje (Kamp, Schmida a další). Na západě až severu pak sousedí s povodím Labe (konkrétně Lužnice, Sázavy, Chrudimky, Loučné a Orlice). Toto rozhraní, vedoucí po Českomoravské vrchovině, je zároveň součástí hlavního evropského rozvodí mezi Severním a Černým mořem.

## Charakteristika
Nejvyšším bodem povodí je na západní hranici s nadmořskou výškou 837 m Javořice, téměř stejné výšky dosahuje Devět skal na severozápadě. Nejníže je ústí Dyje do Moravy, 148 m n. m. Rozloha povodí je 13 419 km², z čehož 11 164,7 km² je na území Česka (asi 14 % rozlohy státu) a zbytek v Rakousku. Generální sklon povodí je k jihovýchodu.
Na západě a severu jej pokrývají vrchoviny Českomoravská a Brněnská, na sever zasahuje výběžek České tabule. Střední kotlinu povodí tvoří Dyjsko-svratecký úval, na jihu ukončený Weinviertelskou pahorkatinou. Věstonickou branou skrz Vnější Západní Karpaty je propojen s Dolnomoravským úvalem, kde se nachází dno povodí s výtokem.
Největší města na povodí jsou Brno, Jihlava, Třebíč, Znojmo, Břeclav, Blansko, Svitavy. Na rakouské části jsou jen malá města, největší je Laa an der Thaya.
Administrativně náleží největší část povodí Jihomoravskému kraji, severozápad kraji Vysočina, severní okraj kraji Pardubickému a východní okraj kraji Zlínskému. Rakouská část patří celá do Dolních Rakous.
Průtok Dyje v ústí činí 43,9 m³/s, to znamená průměrný odtok z povodí 3,27 l/s/km². To je na české poměry podprůměrná hodnota (celé povodí Moravy má 4,5, a např. povodí Vltavy 5,4), což je způsobeno polohou víceméně celého povodí ve srážkovém stínu Českomoravské vrchoviny a absencí vyšších pohoří s většími srážkami. Z toho důvodu je Dyje na soutoku s Moravou zřetelně méně vodná, ačkoliv je v tom místě od pramene delší a má rozsáhlejší povodí než Morava (nad soutokem). Proto je považována za přítok Moravy.

## Dílčí povodí
| povodí               | rozloha km² | nejvyšší bod          | nadm. výška m | odtékající řeka | průtok v ústí m³/s | odtok l/s/km² | další řeky na povodí |
| -------------------- | ----------- | --------------------- | ------------- | --------------- | ------------------ | ------------- | -------------------- |
| Povodí Svratky*      | 4 126,2     | Devět skal            | 836,3         | Svratka         | 15,2               | 3,7           | Svitava, Litava      |
| Povodí Jihlavy*      | 2 992,5     | Javořice              | 837,0         | Jihlava         | 12,0               | 4,0           | Oslava, Rokytná      |
| Povodí Jevišovky     | 779,0       | Láč                   | 587,0         | Jevišovka       | 1,4                | 1,7           |                      |
| Povodí Rakouské Dyje | 770,0       | Bukový vrch           | 721,0         | Rakouská Dyje   | 4,4                | 5,7           |                      |
| Povodí Kyjovky       | 665,8       | Mořdířka a Pěkná hora | 560,0         | Kyjovka         | 1,1                | 1,2           |                      |
| Povodí Moravské Dyje | 630,0       | Javořice              | 837,0         | Moravská Dyje   | 3,0                | 4,8           |                      |
| Povodí Pulkavy       | 526,0       |                       | 562,0         | Pulkava         | 0,3                | 0,6           |                      |
| Povodí Želetavky     | 374,9       | Mařenka               | 711,0         | Želetavka       | 1,1                | 3,0           |                      |
| Povodí Trkmanky      | 359,0       | U Slepice             | 439,0         | Trkmanka        | 0,4                | 1,1           |                      |

* – Technicky je Jihlava přítokem Svratky (těsně před zaústěním do Věstonické nádrže), z hlediska dělení na dílčí povodí je však vhodné Jihlavu vyčlenit zvlášť. Včetně Jihlavy tvoří povodí Svratky většinu (53 %) plochy celého povodí Dyje a jejich společný přítok do nádrže má podstatně větší průtok než samotná Dyje na přítoku do novomlýnské kaskády.

## Správa povodí
Na území Česka se správou povodí zabývá státní podnik Povodí Moravy, závod Dyje.